# Mirabel-aux-Baronnies

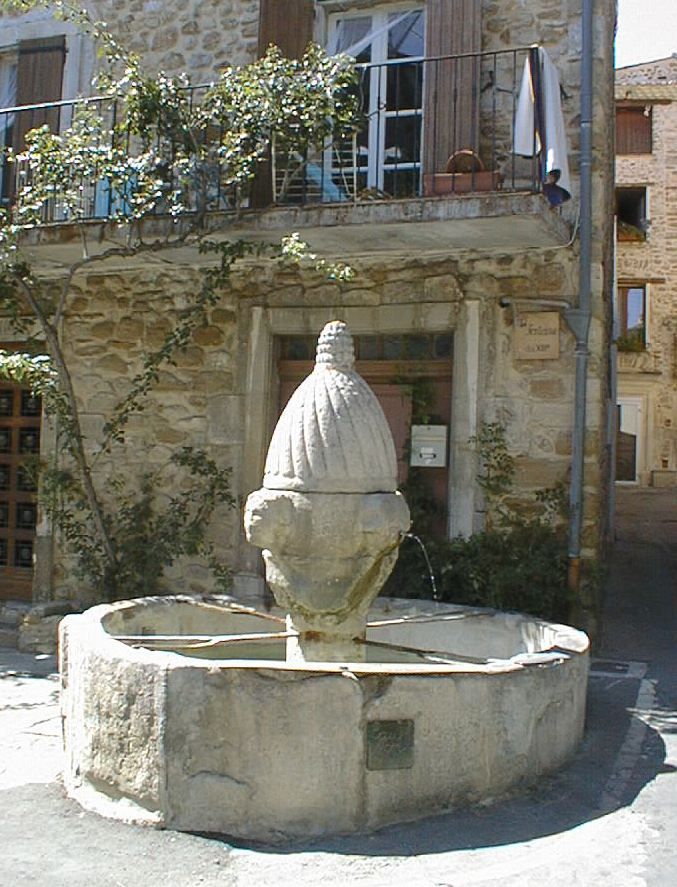
Fontanna z XIII wieku w Mirabel-aux-Baronnies, 2007

Mirabel-aux-Baronnies – miejscowość i gmina we Francji, w regionie Owernia-Rodan-Alpy, w departamencie Drôme.
Według danych na rok 1990 gminę zamieszkiwało 1276 osób, a gęstość zaludnienia wynosiła 57 osób/km² (wśród 2880 gmin regionu Rodan-Alpy Mirabel-aux-Baronnies plasuje się na 652. miejscu pod względem liczby ludności, natomiast pod względem powierzchni na miejscu 411.).